# Gau Nizizi

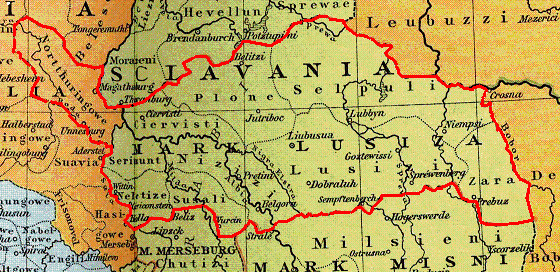
Die Mark Lausitz mit dem Gau Nizizi um 1000

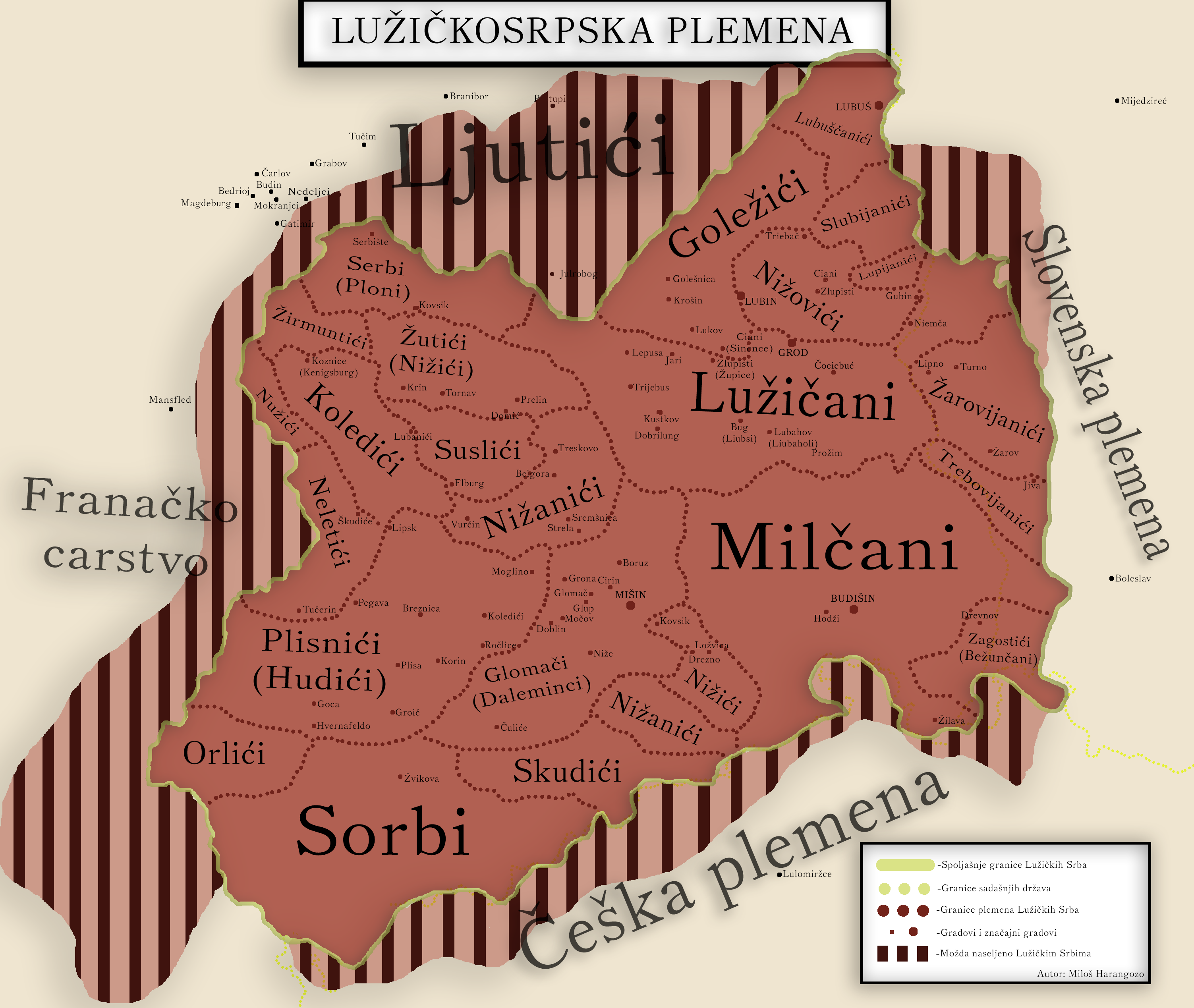
Nizizi in den sorbischen Stämmen

Der Gau Nizizi, auch Gau Niccici, war Teil der damaligen Sächsischen Ostmark, bzw. nach Teilung derselben der Mark Lausitz, und umfasste das Gebiet zwischen den Flüssen Mulde, Elbe und Schwarze Elster nordwestlich der damaligen Mark Meißen (siehe Karte). Das Gebiet liegt in den heutigen Landkreisen Nordsachsen, Wittenberg und Elbe-Elster.
Nizizi bedeutet so viel wie Bewohner der Niederung. Es sind bis heute in diesem Gebiet keine größeren frühstädtischen slawischen Siedlungen oder Marktflecken vor dem 12. Jahrhundert nachweisbar. Auch ist keine zentrale Stammes- oder Landesbefestigung am entsprechenden Elbelauf bekannt, jedoch gab es Hauptorte, wie Belgern, Torgau, Dommitzsch und Pratau.
Die Gegend war von Sorben besiedelt und kam erst im Laufe des 10. und 11. Jahrhunderts unter den Markgrafen Gero, Thietmar I. und Gero II. unter endgültige deutsche Herrschaft.
Das Gebiet zwischen Elbe und Schwarzer Elster (Belgern bis Uebigau nach Norden) wurde Mezumroka genannt. Offen ist, ob dieses Gebiet ebenfalls Teil des Nizizi-Gaues war.
Südlich befand sich der Gau Nisan.